# Periclimenaeus orbitospinatus
Periclimenaeus orbitospinatus är en kräftdjursart som beskrevs av Bruce 1969. Periclimenaeus orbitospinatus ingår i släktet Periclimenaeus och familjen Palaemonidae. Inga underarter finns listade i Catalogue of Life.